# 마린 걸스
마린 걸스(Marine Girls)는 1980년 잉글랜드 하트퍼드셔주 햇필드에서 결성한 포스트펑크 밴드이다. 학교 친구였던 트레이시 손과 지나 하트먼이 결성하였으며, 손은 기타를, 하트먼은 리드 보컬과 퍼커션을 맡았다. 손은 수줍음을 극복하고 음반을 만들기 시작할 때쯤 노래도 시작하였다. 그들은 이후 베이스 연주자 제인 폭스 및 여동생 앨리스 폭스를 공동 보컬 겸 퍼커션 연주자로 합류시켰다.

## 역사
영 마블 자이언츠 및 레인코츠와 동시대에 활동한 밴드로서 DIY를 의식하며 《A Day by the Sea》라는 자체 제작 및 자제 발매 카세트를 녹음하였다. 여기에는 〈Getting Away from It All〉, 〈Loma〉, 〈Hour of Need〉, 〈Harbours〉 등 다른 음반에서는 들을 수 없는 곡들이 수록되어 있다.
밴드는 팻 버밍엄이 소유하고 있는 정원에서 음반 《Beach Party》를 녹음하였고, 인-페이즈 레이블에서, 이후 텔레비전 퍼스널리티스의 댄 트레이시가 운영했던 왐! 레코드를 통해 재발매하였다. 1981년 10월, 손은 대학교를 재학하기 위해 헐로 이사하였고, 하트먼은 1981년 다른 음악 프로젝트를 위해 밴드를 떠났으며, 폭스 자매는 브라이턴의 예술 학교를 재학했다. 밴드는 당시에도 계속 공연을 하고 1983년 4월 두 번째 정규 음반 《Lazy Ways》를 발매했다. 이 음반은 그해 NME의 "올해의 음반" 목록에 42위로 선정되었다.
마린 걸스는 두 번의 필 세션을 녹음했다. 1982년 첫 번째 녹음에는 〈Don't Come Back〉, 〈Love to Know〉, 〈He Got the Girl〉, 〈Fever〉, 〈A Place in the Sun〉까지 다섯 곡을, 1983년 두 번째 녹음에서는 〈Lazy Ways〉, 〈That Day〉, 〈Seascape〉, 버즈콕스의 〈Love You More〉 커버까지 네 곡을 녹음하였다.
1982년부터 손은 학업에 집중했고, 헐 대학교의 동기이자 《Lazy Ways》 음반 표지 제작에 기여한 벤 와트와 개인적인 관계를 이어나갔고, 듀오 에브리씽 벗 더 걸스를 결성하며 데뷔 싱글로 마린 걸스의 노래인 〈On My Mind〉를 재녹음하였다.
마린 걸스는 형식적으로는 1983년에 해체하였다. 제인과 앨리스는 기타리스트 레스터 노엘과 드러머 스티믄 갤로웨이와 함께 그랩 그랩 더 해덕을 결성하여 1984년과 1985년에 각각 싱글 하나씩을 발표하고 해체하였다. 트레이시 손은 2000년대 초반까지 에브리씽 벗 더 걸 활동을 이어갔고, 이후 2022년에 다시 재결합하였다.
너바나의 커트 코베인은 자신의 일기장에 《Beach Party》를 가장 좋아하는 음반 50개 중 하나라고 적었다. 두 음반 모두 1997년 체리 레드 레코드를 통해 재발매하였다.

## 디스코그래피
| 발매        | 제목                                     | 형식 | 영국 인디 차트 |
| ----------- | ---------------------------------------- | ---- | -------------- |
| 1981년 12월 | "On My Mind"/"The Lure of the Rockpools" | 싱글 | —              |
| 1981        | Beach Party                              | 음반 | 29             |
| 1983년 2월  | "Don't Come Back"/"You Must Be Mad"      | 싱글 | 21             |
| 1983년 4월  | Lazy Ways                                | 음반 | 4              |

### 참여한 컴필레이션 음반
- Rupert Preaching at a Picnic (1981) – Marine Girls contributed an exclusive song called "Hate the Girl".
- Pillows & Prayers (1982) – included "Lazy Ways".
- Pillows & Prayers 2 (1984) – included "A Place in the Sun".